# Grégoire Olivier
Pour les articles homonymes, voir Olivier (homonymie).
Grégoire Olivier est une personnalité française du monde des affaires, ingénieur du Corps des Mines et polytechnicien de formation, né le 19 octobre 1960 à Alger, qui a travaillé pour Pechiney, Saft, Safran et, depuis 2006, pour le Groupe PSA. 

## Biographie
Né en 1960, il est le fils d'un cadre dirigeant de Legrand, et petit-fils d'un polytechnicien. Passionné de judo, il est en lycée sport-études. C'est un ancien élève de l'École polytechnique (il y entre major en 1979 et en sort troisième en 1982) et de l'École des mines de Paris. Il choisit de faire son stage industriel dans une filiale de Toyota à Nagoya. Il est également titulaire d’un MBA obtenu à l’Université de Chicago. Il est père de sept enfants. 
Il commence sa carrière à la direction régionale de l'industrie en Poitou-Charentes, puis devient conseiller technique pour l'énergie et l'environnement à Matignon dans le cabinet de Michel Rocard (1990-1991). Embauché par Jean-Martin Folz, il entre chez Pechiney où il dirige Aluminium de Grèce avant d'être envoyé comme contremaître à Memphis chez American National Can (ANC). Il en devient vice-président de la stratégie,. En 1998, il poursuit sa carrière chez Alcatel, en tant que directeur de division puis directeur de la Saft (filiale du groupe spécialisée dans les batteries).
En 2001, le conseil de surveillance de Sagem le nomme président du directoire, il doit succéder à Pierre Faurre, mort brutalement quelque temps auparavant, mais qui avait laissé des notes très élogieuses au sujet de Grégoire Olivier. Il prend une série de décisions visant à recentrer les activités de l’entreprise, comme la vente de la filiale automobile à Johnson Controls. À cette époque, Sagem est à la tête des ventes de téléphones portables en France. Il développe l’internationalisation de la société dont le chiffre d'affaires passe de 2,6 milliards d’euros en 2001 à 3,180 milliards d’euros en 2003. Sagem est intégré au groupe Safran en 2005, et Grégoire Olivier rejoint le directoire du groupe. En août 2006, il quitte le directoire du groupe Safran, le président du conseil de surveillance Mario Colaiacovo souhaitant le voir succéder à terme à Jean-Paul Béchat, mais ce dernier y est opposé.
En septembre 2004, il est nommé membre du Conseil stratégique des technologies de l'information (CSTI).
Appelé une fois encore par Jean-Martin Folz, il devient le 8 septembre 2006 PDG de Faurecia, dont l'ex-PDG Pierre Lévi a dû démissionner pour avoir couvert une affaire de pots-de-vin. Il ne reste à ce poste que 6 mois.
En février 2007, Grégoire Olivier intègre le directoire de PSA Peugeot Citroën et prend en charge la « Direction des Programmes ». C'est l'une des directions clés du nouveau dispositif de Christian Streiff. Elle doit définir le plan produit et les programmes, c'est-à-dire les familles de projets, des deux marques automobiles du Groupe, Peugeot et Citroën.
En juin 2010, nommé Directeur des opérations en Asie de PSA Peugeot Citroën, il est le premier membre permanent du directoire détaché en permanence par le Groupe en Chine. Il reste au directoire alors même que Phiippe Varin en réduit la taille de 6 à 4 membres.
Sa rémunération au titre de l'exercice 2010 par PSA Peugeot Citroën est mentionnée à 1 362 820 €. Sur l'exercice 2012, il a perçu un salaire total de 929 172 €.
Le 28 juillet 2016, il est annoncé à la tête de la Direction des Services de Mobilité au sein Groupe PSA à compter du 1er septembre 2016 mais évincé du Directoire. C'est Denis Martin qui reprend son poste à la Direction Asie. Il est nommé en 2021 directeur des opérations en Chine pour Stellantis. 

## Carrière
- 1985 - 1991 : Ministère de l’Industrie, puis conseiller technique auprès du Premier Ministre Michel Rocard, chargé de l’Industrie, de l’Énergie et de l’Environnement
- Groupe Pechiney
  - 1991 - 1994 : Directeur Général d’Aluminium de Grèce
  - 1995 : Directeur de l’usine de Chicago d’American National Can,
  - 1996 - 1998 : Vice-Président Stratégie d’ANC à Chicago, Pechiney
- Entreprise Saft
  - 1998 - 2001 : Directeur de Division puis Directeur Général de SAFT, division batteries d’Alcatel
- Groupe Safran
  - Avril 2001 - 2005 : Président du Directoire de Sagem (avant la fusion de Sagem et Snecma pour créer le groupe Safran en 2005)
  - 2005 - août 2006 : Membre du Directoire de Safran et Président-Directeur Général de Sagem Communication
- Groupe PSA
  - Septembre 2006 - février 2007 : Président et Directeur Général de Faurecia
  - 6 février 2007 - 2010: Directeur des Programmes et de la stratégie automobile de PSA Peugeot Citroën
  - 6 février 2007 - septembre 2016 : Membre du Directoire de PSA Peugeot Citroën
  - Juin 2010 - septembre 2016 : Directeur des opérations en Asie de PSA Peugeot Citroën
  - Depuis septembre 2016 : Directeur des Services de Mobilité de Groupe PSA

## Prix et récompenses
- Prix Eurostar (catégorie « Dirigeant marché émergent »), octobre 2014[11]